# エドゥアール・ミニャン

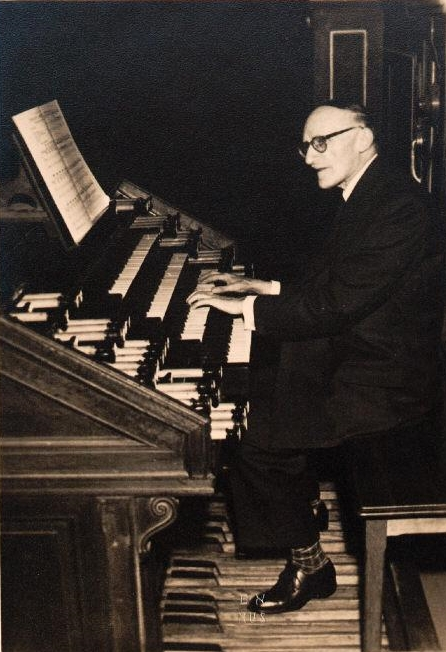
マドレーヌ寺院の大オルガンの前に座るミニャン

エドゥアール・シャルル・オクターヴ・ミニャン（Édouard Charles Octave Mignan、1884年3月17日 - 1969年9月17日）は、フランスのオルガン奏者、作曲家。
ミニャンは、フランスのオルレアンで生まれた。14歳でサン・パテルヌ教会のオルガニストに就任、パリでアレクサンドル・ギルマンとルイ・ヴィエルヌにオルガンを学び1912年にローマ賞一等賞を受賞する。1917年から1935年の間はサン・トマ・ダカン、1935年から1962年の間はマドレーヌ寺院でオルガニストを務めた。
1969年、85歳でパリにて死去。